# Roseline Éloissaint
Roseline Éloissaint (* 20. Februar 1999 in Paillant, Arrondissement Miragoâne) ist eine haitianische Fußballspielerin.

## Karriere

### Klub
Sie entstammt der Jugendabteilung des AS Tigresses und wechselte im Jahr 2019 nach Kanada, wo sie für die AS Blainville spielte. Daneben war sie Teil der Universitätsmannschaft UQAM Citadins. Durch ein Probetraining im Januar 2020 bekam sie einen Vertrag beim französischen Zweitligisten FC Nantes.

### Nationalmannschaft
Mit der U-20-Nationalmannschaft spielte sie bei der Weltmeisterschaft 2018 in Frankreich. Im selben Jahr gab sie auch ihr Debüt in der A-Nationalmannschaft. Mit dieser nahm sie an mehreren Turnieren teil und qualifizierte sich auch für die Weltmeisterschaft 2023.